# Leen Bakker
Leen Bakker is een winkelketen van meubel- en interieurwinkels. Het bedrijf is samen met Kwantum onderdeel van Homefashion Group van investeerder Gilde Equity Management.
De keten heeft 144 filialen in Nederland en België. De winkels bevinden zich veelal aan de rand van grote steden en op woonboulevards. In 2024 opende het bedrijf een eerste stadswinkel in het centrum van Amsterdam.

## Geschiedenis
In 1918 opende Cornelis Bakker een winkel in garens en stoffen in Rotterdam, zijn zoon Leen Bakker legde in 1953 de basis voor het woonwinkelconcept. Onder leiding van diens zoon Arie ontstond een landelijke winkelketen. Van 1988 tot 2017 was het bedrijf onderdeel van de Blokker Holding. In 2017 werd de keten verkocht aan investeerder Gilde Investment Management.